# Bleed American
Bleed American è il quarto album in studio del gruppo musicale statunitense Jimmy Eat World, pubblicato il 17 luglio 2001 dalla DreamWorks Records.

## Descrizione
Bleed American fu il primo album emo-pop da cui vennero estratti singoli che raggiunsero una discreta posizione nelle classifiche. The Middle, per esempio, si classificò quinto nella Billboard Hot 100 e quarto nella Billboard Pop 100, primo nella Alternative Songs e secondo nella classifica Adult Top 40.
Dopo gli attentati dell'11 settembre 2001 il disco fu reintitolato Jimmy Eat World, ma le riedizioni successive furono tutte sotto il nome originale.

## Tracce
1. Bleed American – 3:01
2. A Praise Chorus – 4:04
3. The Middle – 2:46
4. Your House – 4:46
5. Sweetness – 3:40
6. Hear You Me – 4:45
7. If You Don't, Don't – 4:33
8. Get It Faster – 4:22
9. Cautioners – 5:21
10. The Authority Song – 3:38
11. My Sundown – 5:49

## Formazione
Gruppo
- Jim Adkins - voce principale, chitarra, basso, percussioni, pianoforte
- Tom Linton - chitarra, seconda voce
- Rick Burch - basso
- Zach Lind - batteria

Altri musicisti
- Rachel Haden - cori
- Ariel Rechtshaid - cori
- Davey vonBohlen - cori

Personale aggiuntivo
- Mark Trombino - ingegneria acustica, missaggio, percussioni, produzione, programmazione musicale
- Luke Wood - A&R

## Classifiche
| Classifica (2001)          | Posizione massima |
| -------------------------- | ----------------- |
| Stati Uniti                | 5                 |
| Stati Uniti (adult top 40) | 2                 |
| Stati Uniti (alternative)  | 1                 |
| Stati Uniti (pop)          | 4                 |